# ウルリッヒ・サルコウ
カール・エミール・ユリウス・ウルリッヒ・サルコウ（Karl Emil Julius Ulrich Salchow、1877年8月7日 - 1949年4月19日）は、スウェーデンのストックホルム出身のフィギュアスケート選手。1908年ロンドンオリンピック男子シングル金メダリスト。世界フィギュアスケート選手権で10度の優勝を誇る20世紀初頭を代表する選手である。

## 経歴
サルコウは、世界フィギュアスケート選手権で2度の5連覇(1901-1905, 1907-1911)を含む10回の優勝を果たした。この世界選手権優勝回数10回はソニア・ヘニー(1927–1936)（女子シングル）とイリーナ・ロドニナ (1969–1978)（ペア）のタイ記録である。加えて、ヨーロッパフィギュアスケート選手権では9度の優勝を飾った。
1908年ロンドンオリンピックで初めてフィギュアスケートが採用されたが、そこでもあっさりと優勝。初代オリンピックチャンピオンに輝いた。ただしこの男子シングルに参加したのは9名であり、ジャッジは5名であった。ジャッジ5名のうち2人はサルコウと同じスウェーデンの国籍、1人はスイス国籍だがサルコウの知人、残りはロシアとドイツのジャッジであった。コンパルソリーフィギュア終了時点で1位がサルコウ、2位がロシアのニコライ・パニンであったが、サルコウに1位をつけたのはスウェーデン2人とスイス人、パニンに1位をつけたのは残りの2人。これにパニンは異議を唱えてコンパルソリー終了時点で棄権をしてしまった。最終的に1位2位3位を全てスウェーデン人が独占した。

### サルコウジャンプ
1909年、サルコウはターンで後ろ向きになり、振り上げた右足の勢いを利用して左足の内側で踏み切るエッジジャンプを初めて大会で成功させた。このジャンプがサルコウの名を冠したサルコウジャンプである。
競技生活を終えた後もサルコウはスポーツ界にとどまり、1925年から1937年の間、国際スケート連盟の会長に就任した。さらにストックホルム最大のスポーツクラブの会長も務めた。1931年歯科医師のアンナ・エリザベス・サルコウ（Anna Elisabeth BAHNSON GORMSEN SALCHOW、旧姓はBAHNSON）と結婚した。サルコウは1949年4月19日にストックホルムで没し、同地のNorra begravningsplatsenに埋葬された。1976年、世界フィギュアスケート殿堂入り。

## 主な戦績
| 大会/年            | 1895 | 1896 | 1897 | 1898 | 1899 | 1900 | 1901 | 1902 | 1903 | 1904 | 1905 | 1906 | 1907 | 1908 | 1909 | 1910 | 1911 | 1913 | 1920 |
| ------------------ | ---- | ---- | ---- | ---- | ---- | ---- | ---- | ---- | ---- | ---- | ---- | ---- | ---- | ---- | ---- | ---- | ---- | ---- | ---- |
| 冬季オリンピック   |      |      |      |      |      |      |      |      |      |      |      |      |      | 1    |      |      |      |      | 4    |
| 世界選手権         |      |      | 2    |      | 2    | 2    | 1    | 1    | 1    | 1    | 1    |      | 1    | 1    | 1    | 1    | 1    |      |      |
| 欧州選手権         |      |      |      | 1    | 1    | 1    | 3    |      |      | 1    |      | 1    | 1    |      | 1    | 1    |      | 1    |      |
| スウェーデン選手権 | 1    | 1    | 1    |      |      |      |      |      |      |      |      |      |      |      |      |      |      |      |      |